# Eryngium subinerme
Eryngium subinerme är en flockblommig växtart som först beskrevs av H.Wolff, och fick sitt nu gällande namn av Mildred Esther Mathias och Lincoln Constance. Eryngium subinerme ingår i släktet martornar, och familjen flockblommiga växter. Inga underarter finns listade i Catalogue of Life.